# 한큐 이타미선
이타미 선(일본어: 伊丹線)은 일본 효고현 아마가사키시의 쓰카구치 역부터 효고 현 이타미시의 이타미 역을 잇는 한큐 전철의 철도 노선이다.

## 개요
JR 다카라즈카선은 후쿠치야마선(JR 다카라즈카선)과 평행하지만, 이타미시 중심부에 더 가깝다. JR 다카라즈카선은 아마가사키시, 이타미시내에서는 공업지대를 지나지만, 한큐 이타미선 츠카구치역에서 신이타미역까지의 주변은 주택가이며, 한적한 곳에 위치한다.

### 노선 정보
- 노선 거리 (영업 거리) : 3.1 km
- 궤간 : 1,435mm
- 역 수 : 4역 (기·종점역 포함)
- 복선화 구간 : 전 구간 (단, 한큐 전철 쓰카구치 역 구내만 단선)
- 전철화 구간 : 전 구간 직류 1500V
- 폐색 방식 : 자동 폐색식
- 최고 속도 : 70 km/h

## 운행 형태
츠카구치역~이타미역 간 선로 내 왕복 운행만 하며, 고베 본선과의 직통 운행은 없다. 낮에는 10분 간격, 평일 아침 러시아워에는 5~7분 간격, 평일 저녁 러시아워에는 7~8분 간격, 토・일・공휴일 야간에는 12분 간격으로 운행된다.

## 차량
- 6000계

- 7000계

## 역 목록
| 역 번호 | 역 이름  | 일본어 이름 | 역 간 거리 (km) | 영업 거리 (km) | 접속 노선           | 소재지       |
| ------- | -------- | ----------- | --------------- | -------------- | ------------------- | ------------ |
| HK 06   | 쓰카구치 | 塚口        | -               | 0.0            | 한큐 전철 고베 본선 | 아마가사키시 |
| HK 18   | 이나노   | 稲野        | 1.4             | 1.4            |                     | 이타미시     |
| HK 19   | 신이타미 | 新伊丹      | 0.8             | 2.2            |                     | 이타미시     |
| HK 20   | 이타미   | 伊丹        | 0.9             | 3.1            |                     | 이타미시     |